# Protapanteles compressus
Protapanteles compressus är en stekelart som först beskrevs av Muesebeck 1919.  Protapanteles compressus ingår i släktet Protapanteles och familjen bracksteklar. Inga underarter finns listade i Catalogue of Life.